# Lednica Górna
Lednica Górna – wieś w Polsce położona w województwie małopolskim, w powiecie wielickim, w gminie Wieliczka.
Miejscowość leży przy DW966 na trasie Wieliczka - Tymowa.
W latach 1975–1998 miejscowość administracyjnie należała do województwa krakowskiego.

## Etymologia nazwy
Nazwa wywodzi się od prasłowiańskiego *ledьnica, tzn. jama na lód.
Inna teoria wywodzi toponim „Lednica” od nazwy pospolitej „lędo” oznaczającej (w różnych rejonach i w różnych wiekach): pole uprawne, pole po zebraniu plonów, ugór.

## Części wsi
| SIMC    | Nazwa     | Rodzaj    |
| ------- | --------- | --------- |
| 0341043 | Budzyń    | część wsi |
| 0341050 | Kocowa    | część wsi |
| 0341066 | Łysa Góra | część wsi |
| 0341072 | Świdówka  | część wsi |

## Historia
Wieś Lednica została po raz pierwszy wzmiankowana w 1361. W latach 1381 do 1389 była sukcesywnie po kawałku nabywana przez miasto Wieliczkę. W latach 1459 i 1463 po raz pierwszy wzmiankowano dwie osobne Lednice: Lednicza Inferior (prawdopodobnie Dolna, później też Minor/Parva, tj. Mała Lednica) i Maior Lesznicza (Górna, też Magna, Superior).
Według „Słownika geograficznego Królestwa Polskiego” w 1884 roku Lednica Górna była wsią położoną na wzgórzu, należącą do powiatu wielickiego i parafii rzymskokatolickiej w Wieliczce.

## Urodzeni w Lednicy
- Władysław Dudek (1922–2001), inżynier, profesor Akademii Górniczo-Hutniczej w Krakowie, żołnierz Armii Krajowej
- Mieczysław Dziewoński (1895–1940), handlowiec, działacz niepodległościowy, oficer rezerwy Wojska Polskiego

## Tradycje
W Wielkim Tygodniu, w nocy z czwartku na piątek obchodzone są zberezy. W tym czasie okoliczni chłopcy robią sąsiadom psikusy, np. malują smołą okna w domach, w których znajdują się panny na wydaniu.
W Poniedziałek Wielkanocny obchodzony jest dawny zwyczaj ludowy, charakterystyczny dla Lednicy – Siuda Baba. Związana jest z nią legenda o tutejszej dawnej świątyni związanej z religią Słowian, która stała nad jednym z kilku źródeł potoku Leda znajdujących się we wsi. Z tego źródła wypływa tzw. święta woda.
W Lednicy Górnej działa Stowarzyszenie Wspierające Rozwój Wsi Lednica Górna „Ledniczanie”, które pomaga młodzieży w podtrzymywaniu lokalnych tradycji. Z inicjatywy Stowarzyszenia postać Siudej Baby wraz z Cyganem zaczęła funkcjonować jako symbol promujący kulturę i tradycję wsi.

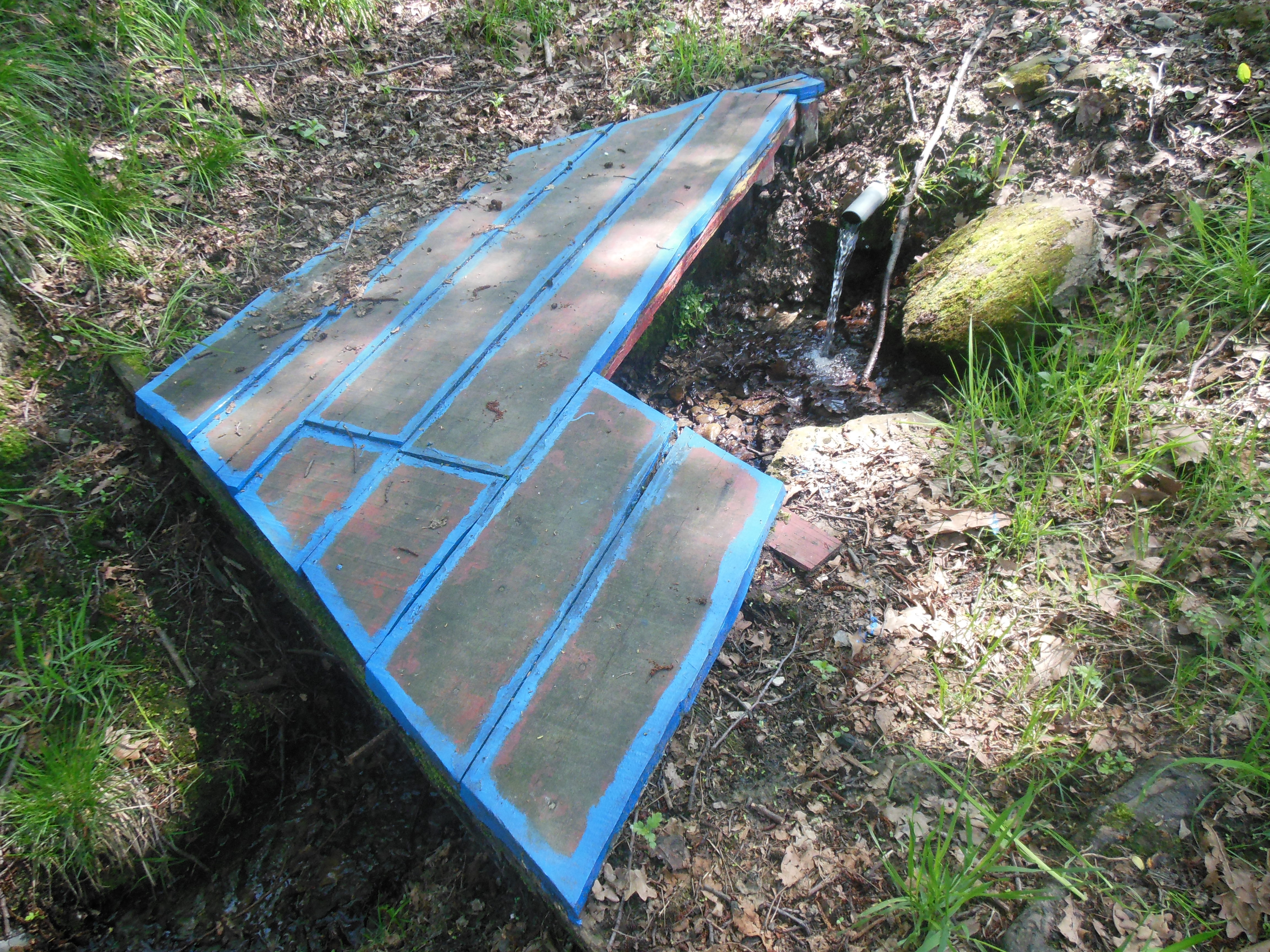
Źródełko Ledy
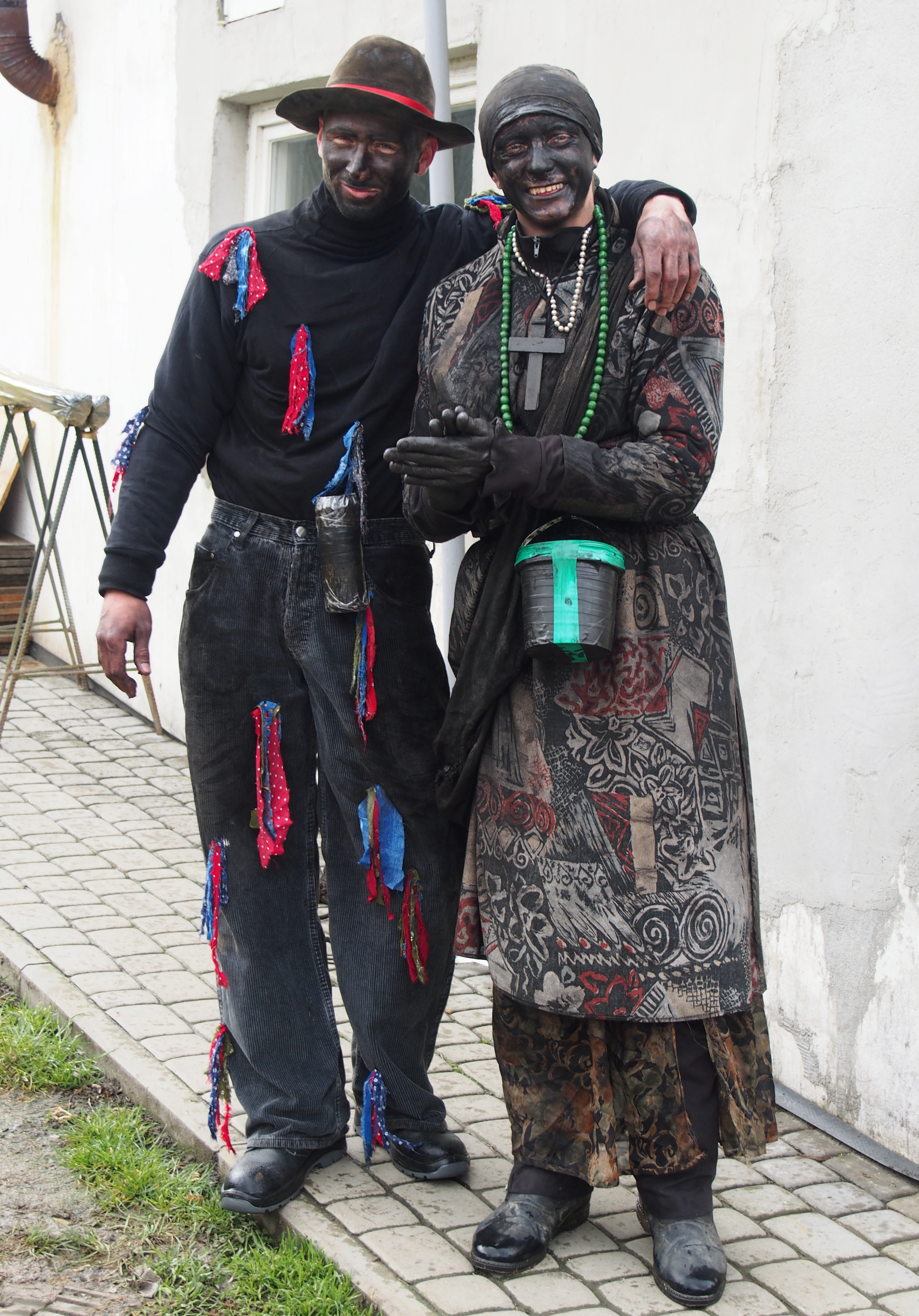
Czarny Cygan i Siuda Baba podczas obchodów w 2015 r.